# Paul Jones (cầu thủ bóng đá, sinh năm 1976)
Paul Philip Jones (sinh ngày 2 tháng 10 năm 1976) là một cựu cầu thủ bóng đá người Anh thi đấu ở vị trí hậu vệ trái. Ông ra sân ở English Football League cho Wrexham, và ở Welsh League cho Bangor City.